# Іліе Ілашку
Іліе Ілашку (рум. Ilie Ilaşcu; *30 липня 1952, Таксобень) — румунський політичний діяч, відомий тим, що пережив смертний вирок від сепаратистського уряду самопроголошеної «Придністровської Молдавської Республіки». Депутат Парламенту Молдови (1994-2000) і сенатор Румунії (2000-2008). Професійний економіст.

## Біографія
Закінчив військове училище, служив в Збройних силах Молдови. Закінчив економічний факультет Кишинівського аграрного університету, працював провідним економістом в одному з інститутів Тирасполя.

### Боротьба з приндістровськими сепаратистами
Наприкінці 1980-х — початку 1990-х у Молдові створено Народний фронт (нині — Християнсько-демократична народна партія), який виступав за подолання наслідків Московської угоди 1939 року (Пакт Молотова — Ріббентропа) та відновлення єдності Молдови та Румунії. Російська влада, за підтримки місцевої агентури в адміністративних органах лівобережної Молдови, інспірувала збройний конфлікт. У результаті російськими спцеслужбами була проголошена так звана «Придністровська Молдовська Республіка» (ПМР). За підтримки 14-ї армії Російської Федерації, під контроль сепаратистів передано усі лівобережні райони Дністра і місто Бендери - на правому березі.
Іліе Ілашку 1992 прийняв присягу Республіці Молдови та очолив загін спеціального призначення МВС Молдови «Бужор».
30 квітня 1992 бійці загону «Бужор» ліквідували одного з очільників придністровських терористів - Миколу Остапенка. Він вважався депутатом сходки невизнаної Придністровської Молдовської Республіки, командувачем так званим «Південним фронтом оборони Придністров'я». Спецзагін «Бужор» під командуванням Іліе Ілашку 8 травня 1992 провів успішну операцію з ліквідації начальника штабу терористів Слободзейського району Олександра Гусара.

### Викрадення і незаконне утримування у Придністров'ї
2-4 червня 1992 терористи викрали начальника спецзагону Іліе Ілашку та кілька бійців. Серед викрадених Андрей Іванцок (Andrei Ivanţoc), Тудор Петров-Попа (Tudor Petrov-Popa), Александру Лешко (Alexandru Leşco), Валеріу Гарбуз (Valeriu Garbuz) і Петру Годіяк (Petru Godiac).
Один із молдовських бійців, Валерій Гарбуз, не витримав тортур і обмовив своїх побратимів. У грудні 1993 сепаратисти вирішили убити Іліе Ілашку, а інших викрадених військових утримувати у своїх підвалах: Годяка — два роки, Лешка — дванадцять років, Іванцока і Петрова-Попа — п'ятнадцять років. Боєць Гарбуз, якого повернули Молдові, офіційно заявив про тортури проти нього у полоні терористів.
Щоправда, сепаратисти побоялися убити Ілашку, оскільки їм пригрозили міжнародним трибуналом. 1999 Москва інспірувала скасування смертної кари в «ПМР», офіцера Ілашку вирішили тримати у підвалах Тирасполя «довічно».

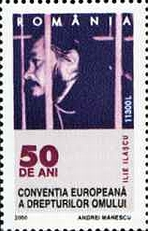
Іліе Ілашку на марці Румунії

1999 Москва, під тиском Євросоюзу, попросила Ілашку звернутися до Європейського суду з прав людини зі скаргою на порушення Європейської конвенції про захист прав людини і основних свобод. У скарзі Ілашку посилався на застосування до нього тортур і неповноважність суду невизнаної ПМР. Відповідачем вказувалася Молдова як держава, на території якої мали місце заявлені порушення Конвенції, і сама РФ — як держава, що фактично контролювала Придністров'я. Аналогічні скарги Москва попросила написати трьох інших бійців загону «Бужор» — Іванцока, Петрова-Попи і Лешко. Скарги подані через родичів. Гарбуз і Годяк скарг не подавали.
5 травня 2001 політв'язень Іліе Ілашку виданий владі Молдови. Це було зроблено формально на прохання нового, промосковського президента Молдови Владіміра Вороніна. Перебуваючи у в'язниці сепаратисів, Ілашку двічі обирався депутатом Парламенту Молдови і був ним з 1994 по 2000.

### Діяльність після звільнення
2000 прийняв румунське громадянство і був обраний в Румунії сенатором (по повіту Бакеу), від партії «Велика Румунія».
З 2000 по 2008 — сенатор Румунії. Член Парламентської групи Партії Великої Румунії, член Міжпарламентського Комітету Бухарест-Кишинів (румунська сторона) і член Делегації в Парламентській асамблеї Ради Європи, член парламентських груп по дружбі з Мексикою, Росією, Монголією та Японією.
2004 Європейський суд з прав людини задовольнив скарги на користь заявників і стягнув з Російської Федерації близько півмільйона євро для відшкодування збитку за викрадення і тортури проти громадянина Молдови Іліе Ілашку.
У 2005-2006 — секретар Постійного комітету Сенату Румунії.

## Нагороди
- Кавалер ордена Зірки Румунії (2001)
- Орден Республіки (Молдова, 2010).